# K89/90次列车
K89/90次列车是中国铁路运行于内蒙古鄂爾多斯至首都北京之间的一对快速旅客列车，自1959年起開行，现由呼和浩特铁路局包头客运段呼京车队负责客运任务。列车使用中国铁路25G型客车，沿包西铁路、集包铁路、京包铁路及丰沙铁路运行，全程921公里，途经内蒙古、山西、河北及北京一区兩省一市。其中北京豐臺站至鄂爾多斯站运行13小时55分，使用车次为K89次；鄂爾多斯站至北京豐臺站运行13小时40分，使用车次为K90次。

## 历史
K89/90次列车的历史可追溯至1958年11月即已开行的107/108次跨局普客列车（直客），往返永定门（今北京南站）－ 包头(今：包头东)之间，经北京环城铁路(北京～东便门～东直门～西直门)、老京包线运行。
1959年6月1日，运行区段改为：北京～苕潭(今：包头)。
1959年9月，北京站投入运营后，运行区段改为：永定门（今北京南站）－ 包头，同时在永定门到西直门之间的径路调整为：永定门～柳村～广安门～西直门。
1965年11月21日，升级为89/90次直快。
1968年，京包线广安门～西直门段拆除:118，并改由北京站始发(一说：11月15日)，经双沙铁路接入京包线。
1974年9月2日，中国、越南、朝鲜、蒙古国和苏联5国铁路商定国际联运旅客列车时刻表会议在北京举行，根据蒙古铁路的要求，会议决定原由中国铁路担当、每週2对的北京－乌兰巴托直通客车由中蒙轮流各担当1对。
1975年7月15日，由蒙古国铁路担当的直通客车正式开行，车次统一使用89/90次，同年，89/90次列车改为每周五天前往呼和浩特，另外两天前往乌兰巴托。
1978年10月16日起，89/90次列车压缩了在国境站的停留时间，使全程运行时间由44小时缩短为37小时。
1985年3月25日，中国铁道部和蒙古国运输部代表关于北京－乌兰巴托间客运问题的会晤在乌兰巴托举行，会议商定于夏季新增开行北京－乌兰巴托23/24次国际旅客列车，89/90次列车停开；淡季23/24次列车停开时，89/90次客车恢复开行。23/24次列车由中蒙两国轮流担当。1985年7月2日，由中国铁路担当的23/24次列车正式开行，开行期间89/90次列车停运；1986年6月5日，由蒙古铁路担当的23/24次列车开行，此后每年夏季由中蒙两国轮流担当23/24次列车每週2班，淡季则由中国铁路开行89/90次列车每週1班。
1987年4月1日，升级为特快（今：快速旅客列车），车次不变。
截至1997年，89次列车每周一、三、四、六、日始发的班次终到呼和浩特，每周二、五始发的班次终到乌兰巴托，且在23/24次开行期间停运。
1998年，89/90次不再担当国际联运，但部分班次仍然前往二连。
2000年10月21日，该列车的车次改为K89/90次列车，从京包线关沟段改道丰沙线，并改为每日运行于北京西-呼和浩特间。该列车于2002年9月28日被呼和浩特铁路局冠名为“大草原号”。
2011年7月1日改经张集线，同年10月4日改用25G型DC600V集便车體。
2012年12月3日，集包铁路第二双线通车
，K89/90次列车在古营盘至呼和浩特站间改经集包铁路第二双线（今：唐呼铁路）。
2017年11月12日,为配合京张高铁张家口南站改扩建工程，K89/90次列车在张家口南(今：张家口)的客运业务调整至沙岭子西(今：张家口南)。
2018年4月10日起，K89/90次列车於孔家庄至古营盘间由唐呼铁路改经京包铁路運行。
2019年12月30日，张家口站重新投入运营，K89/90次列车取消张家口南停站、增加张家口停站。
2023年10月11日，K89/90次列车與北京西至東勝西的K573/574次列車正式合併，改為北京西至鄂爾多斯之間運行。
2024年6月15日，K89/90次列车改為北京豐臺站始發終到。
2025年1月5日起，K89/90次列车於台阁牧至鄂尔多斯间由京包铁路与包西铁路改经呼准鄂铁路運行，为准格尔站首次开行进京列车。

## 列车编组

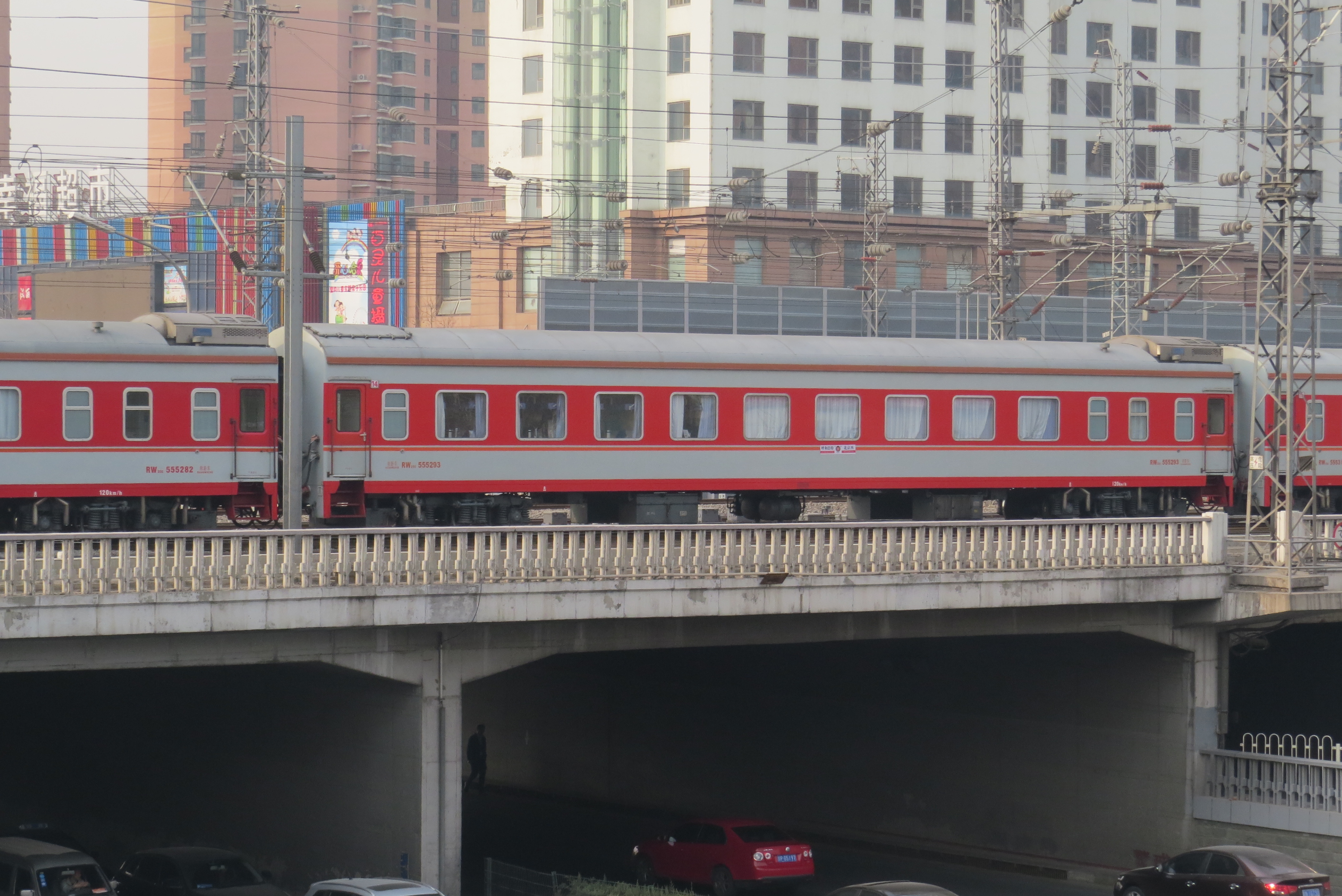
列车编组中的14号软卧车

K89/90次列车自2011年10月起使用25G型DC600V直供电集便车體，配屬呼和浩特鐵路局包頭車輛段，列車滿編采取18辆编组，其中硬卧车11辆，软卧车4辆，硬座车2辆，行李车1辆。由於鄂爾多斯站沒有車體整備條件，列車車體須同時與呼和浩特至鄂爾多斯的K7907/7908次列車共同套用，具體執行為：呼和浩特開K7907次至鄂爾多斯→鄂爾多斯開K90次至北京豐臺→北京豐臺開K89次至鄂爾多斯→鄂爾多斯開K7908次至呼和浩特。
| 车厢编号 | 1            | 2-12         | 13-16        | 17-18        |
| 车型     | XL25G 行李车 | YW25G 硬卧车 | RW25G 软卧车 | YZ25G 硬座车 |

## 机车交路
K89/90次列车全程由北京鐵路局使用北京機務段的和谐3C型电力机车牵引，该机车可直接向列车提供电能，用于列车内空调和水炉等设备需要，因此列车不需要再额外加挂一节空调发电车。
| 车站区段               | 鄂爾多斯 ↔ 北京豐臺                                                                         |
| 本务机车 配属 司机更替 | 和谐3C型电力机车 京局京段 包頭/呼和浩特/集寧/北京司机在包頭/集寧南/大同换乘，呼和浩特換司機 |

## 运行时刻

### 现行时刻
- 数据截至2025年1月5日：

| K89次 | K89次  | K89次 | K89次 | 停靠站     | K90次 | K90次 | K90次  | K90次 |
| 里程  | 天数   | 到点  | 开点  | 停靠站     | 到点  | 开点  | 天数   | 里程  |
| ----- | ------ | ----- | ----- | ---------- | ----- | ----- | ------ | ----- |
| 0     | 当天   | —     | 20:18 | 北京豐臺   | 07:11 | —     | 第二天 | 921   |
| 181   | 當天   | 23:47 | 23:58 | 张家口     | 03:57 | 04:03 | 第二天 | 740   |
| 359   | 第二天 | 02:34 | 02:46 | 大同       | 01:25 | 01:37 | 第二天 | 562   |
| 486   | 第二天 | 04:24 | 04:32 | 集宁南     | 23:29 | 23:37 | 当天   | 435   |
| —     | 第二天 | ↓     | ↓     | 呼和浩特东 | 21:52 | 22:00 | 当天   | 305   |
| 625   | 第二天 | 06:05 | 06:13 | 呼和浩特   | 21:32 | 21:40 | 当天   | 296   |
| 718   | 第二天 | 07:16 | 07:19 | 准格爾     | 20:05 | 20:08 | 当天   | 146   |
| 901   | 第二天 | 08:40 | 08:43 | 東勝東     | 18:47 | 18:50 | 当天   | 33    |
| 921   | 第二天 | 09:12 | —     | 鄂爾多斯   | —     | 17:27 | 当天   | 0     |

### 历史时刻
| K89次 | K89次  | K89次 | K89次 | 停靠站     | K90次 | K90次 | K90次  | K90次 |
| 里程  | 天数   | 到点  | 开点  | 停靠站     | 到点  | 开点  | 天数   | 里程  |
| ----- | ------ | ----- | ----- | ---------- | ----- | ----- | ------ | ----- |
| 0     | 当天   | —     | 20:18 | 北京豐臺   | 07:07 | —     | 第二天 | 921   |
| 157   | 當天   | 23:19 | 23:22 | 宣化       | ↑     | ↑     | 第二天 | —     |
| 181   | 當天   | 23:47 | 23:58 | 张家口     | 03:57 | 04:03 | 第二天 | 740   |
| 359   | 第二天 | 02:34 | 02:46 | 大同       | 01:25 | 01:37 | 第二天 | 562   |
| 486   | 第二天 | 04:24 | 04:32 | 集宁南     | 23:29 | 23:37 | 当天   | 435   |
| —     | 第二天 | ↓     | ↓     | 呼和浩特东 | 21:49 | 22:00 | 当天   | 305   |
| 625   | 第二天 | 06:05 | 06:17 | 呼和浩特   | 21:29 | 21:37 | 当天   | 296   |
| —     | 第二天 | ↓     | ↓     | 察素齊     | 20:32 | 20:51 | 当天   | 246   |
| 790   | 第二天 | 08:33 | 08:43 | 包頭       | 18:56 | 19:04 | 当天   | 131   |
| 901   | 第二天 | 09:54 | 09:58 | 東勝西     | ↑     | ↑     | 当天   | —     |
| 921   | 第二天 | 10:13 | —     | 鄂爾多斯   | —     | 17:27 | 当天   | 0     |

| K89次 | K89次  | K89次 | K89次 | 停靠站     | K90次 | K90次 | K90次  | K90次 |
| 里程  | 天数   | 到点  | 开点  | 停靠站     | 到点  | 开点  | 天数   | 里程  |
| ----- | ------ | ----- | ----- | ---------- | ----- | ----- | ------ | ----- |
| 0     | 当天   | —     | 22:17 | 北京西     | 07:30 | —     | 第二天 | 636   |
| 192   | 第二天 | 01:35 | 01:41 | 张家口     | 04:00 | 04:09 | 第二天 | 444   |
| 370   | 第二天 | 04:17 | 04:27 | 大同       | 01:25 | 01:39 | 第二天 | 266   |
| 497   | 第二天 | 06:04 | 06:10 | 集宁南     | 23:24 | 23:33 | 当天   | 139   |
| —     | 第二天 | ↓     | ↓     | 卓資东     | 22:44 | 22:48 | 当天   | 92    |
| 627   | 第二天 | 07:35 | 07:46 | 呼和浩特东 | 21:41 | 21:52 | 当天   | 9     |
| 636   | 第二天 | 07:58 | —     | 呼和浩特   | —     | 21:29 | 当天   | 0     |

| K89次 | K89次  | K89次 | K89次 | 停靠站     | K90次 | K90次 | K90次  | K90次 |
| 里程  | 天数   | 到点  | 开点  | 停靠站     | 到点  | 开点  | 天数   | 里程  |
| ----- | ------ | ----- | ----- | ---------- | ----- | ----- | ------ | ----- |
| 0     | 当天   | —     | 22:17 | 北京西     | 07:25 | —     | 第二天 | 653   |
| 186   | 第二天 | 01:26 | 01:34 | 沙岭子西   | 04:07 | 04:14 | 第二天 | 467   |
| 368   | 第二天 | 04:19 | 04:27 | 大同       | 01:25 | 01:39 | 第二天 | 285   |
| 495   | 第二天 | 06:04 | 06:10 | 集宁南     | 23:25 | 23:35 | 当天   | 158   |
| 645   | 第二天 | 07:32 | 07:41 | 呼和浩特东 | 21:54 | 22:00 | 当天   | 8     |
| 653   | 第二天 | 07:55 | —     | 呼和浩特   | —     | 21:42 | 当天   | 0     |

| K89次 | K89次  | K89次 | K89次 | 停靠站     | K90次 | K90次 | K90次  | K90次 |
| 里程  | 天数   | 到点  | 开点  | 停靠站     | 到点  | 开点  | 天数   | 里程  |
| ----- | ------ | ----- | ----- | ---------- | ----- | ----- | ------ | ----- |
| 0     | 当天   | —     | 22:15 | 北京西     | 07:27 | —     | 第二天 | 526   |
| 190   | 第二天 | 01:28 | 01:36 | 张家口南   | 03:53 | 04:16 | 第二天 | 336   |
| 368   | 第二天 | 04:58 | 05:04 | 集宁南     | 00:48 | 01:12 | 第二天 | 158   |
| 422   | 第二天 | 05:44 | 06:06 | 卓资东     | 00:09 | 00:13 | 第二天 | 104   |
| 518   | 第二天 | 07:06 | 07:11 | 呼和浩特东 | 22:59 | 23:11 | 当天   | 8     |
| 526   | 第二天 | 07:20 | —     | 呼和浩特   | —     | 22:50 | 当天   | 0     |

| K89次 | K89次  | K89次 | K89次 | 停靠站   | K90次 | K90次 | K90次  | K90次 |
| 里程  | 天数   | 到点  | 开点  | 停靠站   | 到点  | 开点  | 天数   | 里程  |
| ----- | ------ | ----- | ----- | -------- | ----- | ----- | ------ | ----- |
| 0     | 当天   | —     | 21:00 | 北京西   | 07:20 | —     | 第二天 | 653   |
| 190   | 第二天 | 00:12 | 00:20 | 张家口南 | 03:59 | 04:07 | 第二天 | 463   |
| 368   | 第二天 | 02:58 | 03:06 | 大同     | 01:28 | 01:36 | 第二天 | 285   |
| 495   | 第二天 | 05:00 | 05:09 | 集宁南   | 23:21 | 23:37 | 当天   | 158   |
| 653   | 第二天 | 07:20 | —     | 呼和浩特 | —     | 21:23 | 当天   | 0     |